# Championnat national des bagadoù 2012
Le championnat national des bagadoù 2012 est la 63e édition de ces rencontres annuelles de musique bretonne. La fédération Bodadeg ar sonerion organise tous les ans depuis 1949 un championnat regroupant les bagadoù adhérents à la fédération. Cette édition a débuté 12 février 2012, à Brest, par la première manche du championnat de première catégorie et s'est terminée le 4 août 2012, à Lorient, lors du festival interceltique de la ville.

## Préparation de la compétition

### Évolutions de la Bodadeg ar sonerion

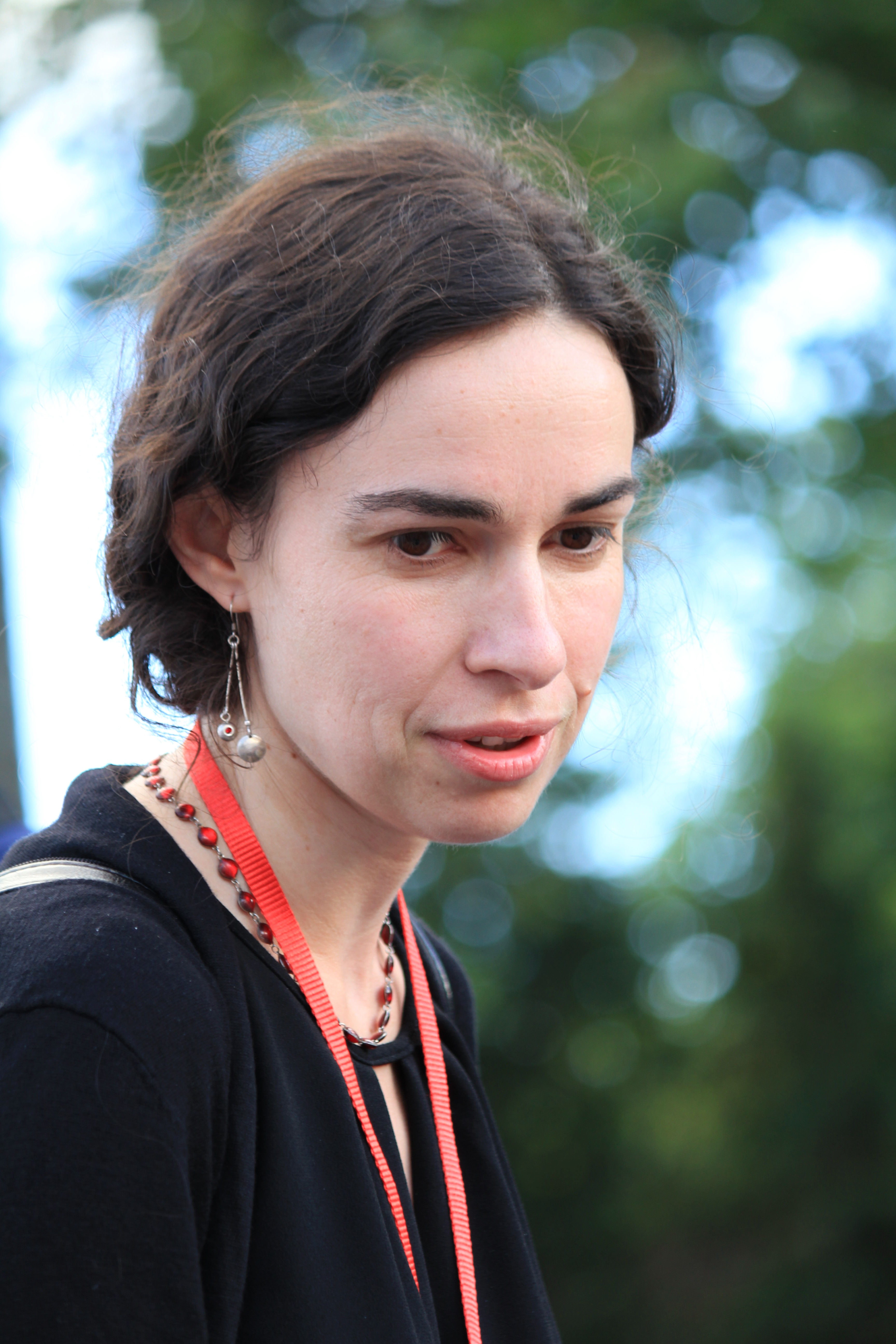
Vonig Fraval prend la direction de la BAS lors de la saison 2013.

La Bodadeg ar Sonerien (BAS) qui gère la compétition connaît plusieurs évolutions lors de la préparation de celle-ci. Le directeur, Jean-Yves Élaudais, annonce en effet son départ le 29 février après douze ans d'exercice. Sa succession est annoncée le 1er avril. Vonick Fraval, sélectionnée via un cabinet spécialisée dans le recrutement, prend alors sa suite.
La question du financement des différentes activités de l'association et des bagadoù est aussi posée dès septembre 2011 par son directeur. La région Bretagne finance l'association à hauteur de 400 000 euros par an, les autres collectivités participant à des niveaux variables. Selon le directeur de la BAS, ceci entraîne un financement moindre pour un élève apprenant l'un des instruments constituant un bagad que pour un élève apprenant le piano, alors que l'association doit gérer 1 500 nouveaux élèves à la rentrée 2011. La fédération du Finistère doit entamer cette saison alors que son budget est déficitaire pour la troisième année consécutive, et celle du Morbihan a des problèmes de financement de son école de musique. Dans le même temps, l'exposition des CD de musiques régionales dans la grande distribution diminue, et le marché de cette musique se tourne davantage vers le commerce électronique, ce qui oblige certains groupes à revoir leurs approches.
L'évolution de la forme des spectacles proposés par les bagadoù est aussi mise en question lors d'un colloque qui s'est tenu fin novembre et réunissant responsables de groupes, organisateurs de spectacles et journalistes. La mise en place d'une dramaturgie ainsi que l'enrichissement des décors utilisés sont évoqués. La question d'un changement de nom de l'association pour sa communication externe est aussi au cœur des débats, plus tard dans la saison.

### Couverture médiatique

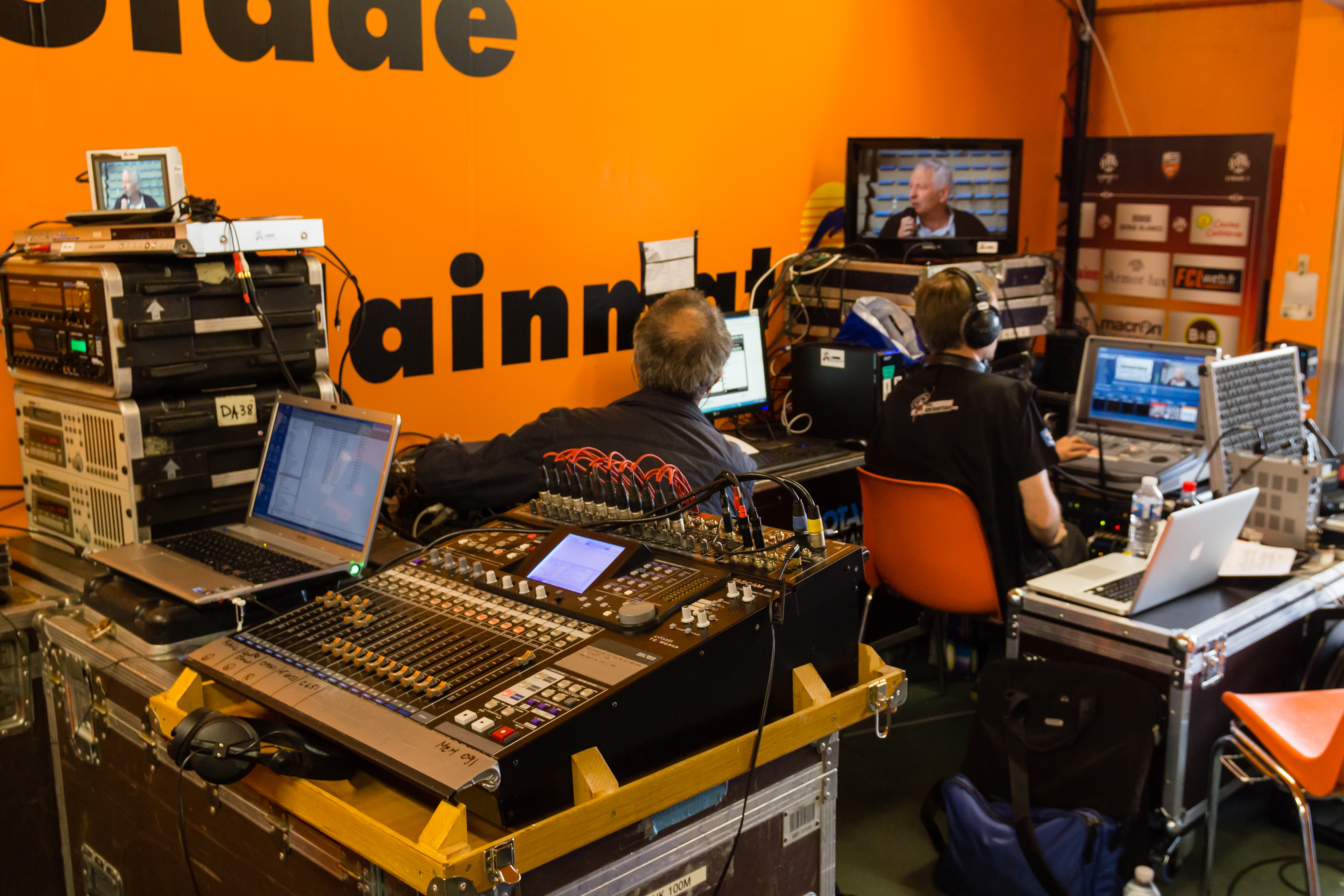
Régie de France 3 Bretagne lors du concours au stade du Moustoir.

Les différentes épreuves du championnat connaissent des degrés de couverture médiatique différents. Les deux principaux titres de la presse écrite régionale de Bretagne, à savoir Ouest-France et Le Télégramme ainsi que leurs filiales et éditions locales, assurent une couverture des différentes épreuves ainsi que des évolutions de la plupart des groupes concourant,. Le championnat peut aussi être globalement évoqué cette année-là - lors d'articles généralistes de titres de presse d'autres régions.
Une diffusion sur internet est assurée à plusieurs niveaux. Les deux épreuves de première catégorie sont diffusées sur le principe de la Web TV par les sites de France 3 Bretagne et d'An Tour Tan à la suite d'un partenariat entre ces deux médias remontant à 2010. Le journal Le Télégramme assure de son côté une couverture en directe des épreuves de première catégorie sur son site internet.
Concernant la télévision, le championnat peut faire cette année-là l'objet de reportages dans le cadre des journaux d'information régionaux de France 3 Bretagne. Enfin, la Bodadeg ar sonerion édite annuellement sous forme de CD et de DVD les enregistrements des deux épreuves de première catégorie à la fin du championnat.

### Lieux de représentation
Les dates et lieux de concours pour les épreuves de printemps sont communiqués le 4 octobre 2011 par la Bodadeg ar Sonerion, et ceux des épreuves d'été le 9 janvier 2012. Pont-l'Abbé organise un concours de 4e catégorie depuis 2010. Malgré la demande de Quimper d'obtenir une épreuve de niveau plus élevé à l'été, celle-ci reste sans suite en raison de manque d'équipements pour accueillir ces groupes ; la ville continue pour cette édition à héberger l'épreuve d'été de la 3e catégorie. Pour la 5e catégorie, le stade Charles-Pinson de Carhaix, utilisé pour la première fois l'année précédente dans le cadre du festival Bagadañs en raison de la tenue du festival des Vieilles Charrues au même moment, est reconduit après cette expérience jugée satisfaisante.
| Brest 1re catégorie                                                   | Vannes 2e catégorie                                                         | Saint-Brieuc 3e catégorie                                                   | Pontivy 4e catégorie                    |
| --------------------------------------------------------------------- | --------------------------------------------------------------------------- | --------------------------------------------------------------------------- | --------------------------------------- |
| Le Quartz Capacité : 1 500                                            | Palais des Arts Capacité : 850                                              | Salle Hermione Capacité : 1 500                                             | Palais des Congrès Capacité : 600       |
| Quartz.                                                               | Palais des arts.                                                            | Salle Hermione.                                                             | Plais des congrès.                      |
| Carhaix 5e catégorie                                                  | \| Brest Vannes Saint-Brieuc Pontivy Pont-l'Abbé Carhaix Quimper Lorient \| | \| Brest Vannes Saint-Brieuc Pontivy Pont-l'Abbé Carhaix Quimper Lorient \| | Pont-l'Abbé 4e catégorie A              |
| Stade Charles Pinson Capacité : 500                                   | \| Brest Vannes Saint-Brieuc Pontivy Pont-l'Abbé Carhaix Quimper Lorient \| | \| Brest Vannes Saint-Brieuc Pontivy Pont-l'Abbé Carhaix Quimper Lorient \| | Bois Saint-Laurent Capacité : B         |
| A.                                                                    | \| Brest Vannes Saint-Brieuc Pontivy Pont-l'Abbé Carhaix Quimper Lorient \| | \| Brest Vannes Saint-Brieuc Pontivy Pont-l'Abbé Carhaix Quimper Lorient \| |                                         |
| Lorient 1re catégorie                                                 | Lorient 2e catégorie                                                        | Quimper 3e catégorie                                                        | Lorient 4e catégorie B                  |
| Stade du Moustoir Capacité : 10 000                                   | Jardin de l’Hôtel Gabriel Capacité :                                        | Esplanade François Mitterrand Capacité :                                    | Esplanade du Grand Théâtre Capacité : / |
| 1.                                                                    | 2.                                                                          | 4.                                                                          | 3.                                      |
| Brest Vannes Saint-Brieuc Pontivy Pont-l'Abbé Carhaix Quimper Lorient |                                                                             |                                                                             |                                         |

## Première catégorie

### Préparation
Le championnat de première catégorie se déroule en deux manches, la première étant organisée le 12 février 2012 à Brest, et la seconde le 4 août 2012 à Lorient. Le tenant du titre, le bagad Kemper, a reporté lors de l'édition précédente son premier titre depuis 2004, mettant ainsi fin à une série de trois titres consécutifs remportés par son dauphin le bagad Cap Caval en 2008, 2009, et 2010. Ces deux ensembles sont les deux principaux prétendants au titre au début de cette édition.
Deux groupes sont promus à partir de la deuxième catégorie jusqu'en première catégorie à la suite de leur classement lors de l'édition précédente, le bagad Beuzeg ar C'hab et le Bagad Sonerien An Oriant. Ils remplacent le bagad Plougastell et le bagad Pañvrid déchus à la suite de leurs résultats. Le Bagad Saint-Nazaire, déjà classé en première catégorie, s'offre lui une année sabbatique et ne participe pas aux concours de cette édition.
Certains groupes abordent cette nouvelle saison dans des dispositions particulières. La Kevrenn Alré la vit comme une année de transition, avec l'arrivée d'un nouveau penn sonneur, tout comme le Bagad Melinerion qui doit se passer de son penn sonneur parti pour un an poursuivre ses études à l'université de Montréal, et les Sonerien An Oriant qui enregistrent l'arrivée de l'ancien penn sonneur du bagad de Lann-Bihoué à la direction de leur groupe,. Les observateurs attendent aussi les performances du Bagad Brieg qui se remet d'une crise de croissance,.

### Épreuve de février à Brest

Répartition des différents terroirs pour 2012 :
Première catégorie
Seconde et quatrième catégories
Troisième catégorie

La première épreuve est comme les années précédentes une épreuve avec un terroir fixé. Pour cette première épreuve, le terroir retenu est le plin et le fisel, venant d'une région entre Maël-Carhaix et Rostrenen. Le concours a lieu dans la salle du Quartz à Brest le 12 février 2012. Le jury est constitué de treize membres, dont deux pour la batterie, ce qui est une nouveauté.
À l'issue de cette première épreuve, la Kevrenn Alre remporte le « prix terroir » et le Bagad Bro Kemperle remporte le « prix batterie ». Ce dernier bagad a par ailleurs subi une pénalité de 0,5 point, le chanteur accompagnant l'ensemble ayant chanté plus longtemps que la minute autorisée par le règlement. Quatre groupes se tiennent en un demi point à l'issue de cette manche, et peuvent prétendre au titre : Kemper, Cap Caval, Alre, et ar Meilhoù Glaz. En bas de tableau, les Sonerien An Oriant finissent sèchement à la dernière place et fond déjà figure de favoris pour redescendre, distancés par Beuzeg ar C'hab et Sonerien Bro Dreger, eux aussi directement menacés par une relégation.
Cette première manche a été suivie en direct sur internet par plus de 150 000 personnes. Pour la troisième année consécutive, les deux manches de première catégorie sont retransmises en direct sur le site internet de France 3 Bretagne,.
Les groupes entament leur préparation à la seconde manche dans des conditions différentes. Certains doivent mener de front plusieurs projets artistiques, comme le Bagad Kemper qui doit enregistrer pendant la période deux disques, l'un avec Red Cardell, et l'autre avec Dan Ar Braz, ou Quic-en-Groigne qui doit jouer pour Alan Stivell à l'Olympia pour marquer les 40 ans du premier concert de cet artiste dans cette salle. Trois groupes préparent dans le même temps le Championnat du monde de pipe band qui doit se tenir en août à Glasgow : Cap Caval en Grade 1, ainsi que Melinerion et Brieg en Grade 2.

### Épreuve d'août à Lorient

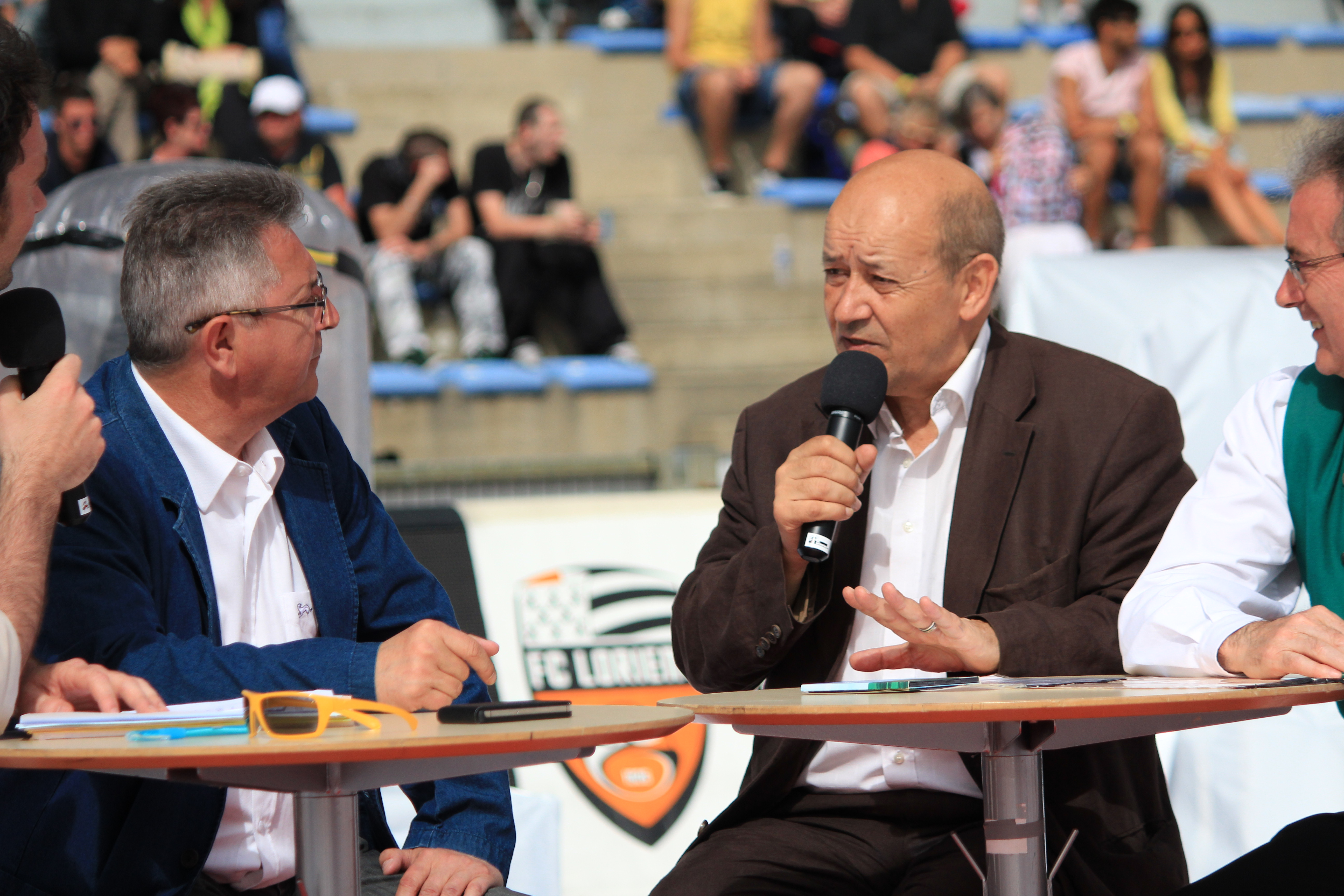
Le ministre de la défense et ancien maire de Lorient Jean-Yves Le Drian assiste à cette épreuve.

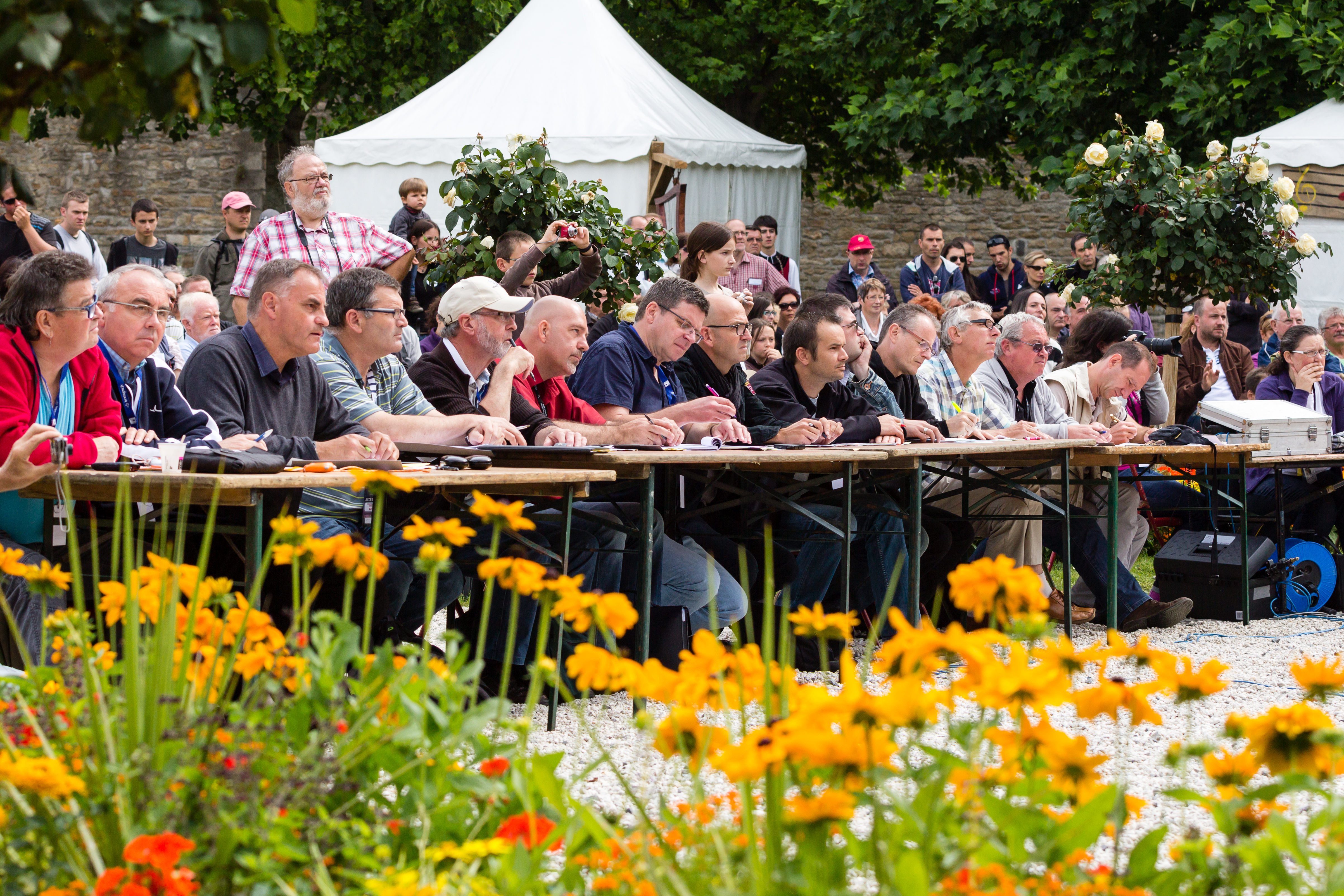
Le jury pendant la prestation du bagad Elven

La seconde manche se déroule le 4 août à Lorient au stade du Moustoir dans le cadre du festival interceltique. Tous les bagadoù ayant pris part à la première manche y participent. Lors de cette manche estivale, les groupes sont libres de choisir leur répertoire, qu'ils doivent jouer dans le temps imparti de 12 minutes, avec un écart de plus ou moins 1 minute. Cette manche est retransmise en direct par France 3 Bretagne et est couvert par sept caméras de télévision, et compte parmi ses spectateurs le ministre de la Défense et ancien maire de Lorient Jean-Yves Le Drian.
Cette manche est jugée avant son début comme étant assez ouverte, les mieux classés des prétendants au titre n'étant pas les plus performants lors de cette épreuve créative. Cependant lors de son déroulement, les prestations restent assez conservatrices, restant très proches de la tradition. Pendant l'après-midi de concours, le tenant du titre prend l'avantage avec la marche Ton Bale ewred, alors que la prestation de Cap Caval est jugée comme « manquant peut-être de respiration, d'un brin de folie » selon Jean-Yves Elaudais, l'ancien directeur de la BAS. Vient ensuite le Bagad Brieg, qui fait une prestation remarquée, incluant une complainte chantée Jean-Pierre Quéré, et parvient à se hisser à la deuxième place du concours de Lorient, marquant son retour dans le haut de la catégorie. Le bagad ar Meilhoù Glaz parvient lui à confirmer son résultat obtenu lors de la première manche, et obtient finalement une 5e place, ce qui est alors sa meilleure performance. Finalement, Kemper conserve son titre récupéré l'an passé, suivi de Cap Caval qui finit deuxième au général, et de la Kevrenn Alré qui conserve à la troisième place.
En milieu de tableau, certains groupes jouant pour le maintien comme Bagad Penhars ou Bagad Sonerien Bro Dreger arrivent à cet objectif minimal, alors que d'autres comme le bagad Quic-en-Groigne ou le Bagad Bro Kemperle, habitués à de meilleures places, finissent dans la seconde moitié de la catégorie,. Dans cette partie, seul le Bagad Melinerion signe une véritable progression, avec l'interprétation de sa suite Au four et au moulin dédiée à la mémoire de Georges Poupard, ancien président et penn-soner du bagad.
Dans le bas de la catégorie, les bagadoù de Sonerien Bro Dreger, de Quic-en-Groigne, de Beuzeg, et d'An Oriant se retrouvent à lutter pour le maintien. Ces deux derniers, montés l'année précédente, sont relégués à l'issue de cette seconde manche. Ils seront remplacés lors de l'édition suivante par les bagadoù de Plougastell et d'Elven qui finissent en tête du championnat de deuxième catégorie.

Seconde manche
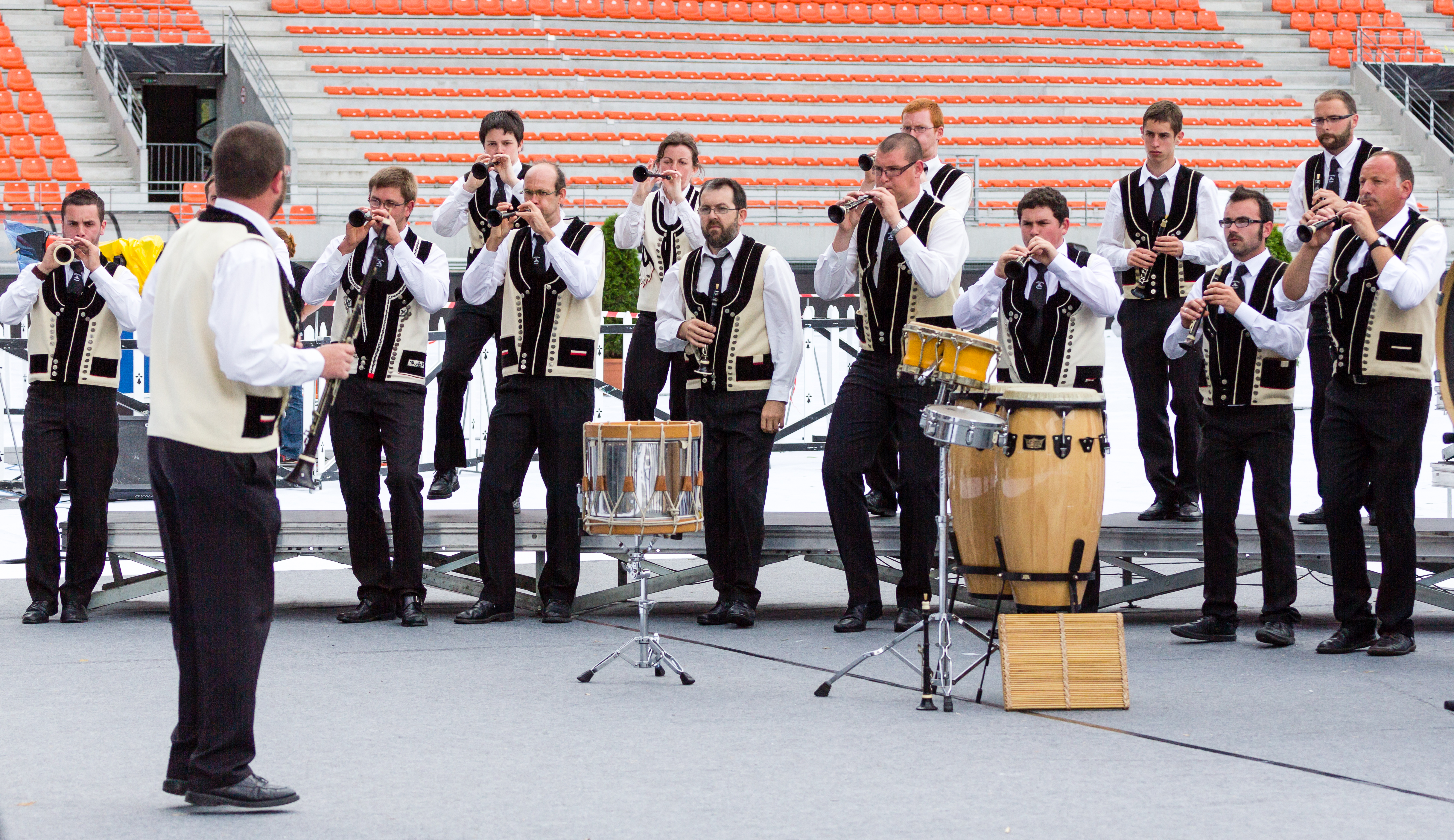
Le pupitre de bombardes de la Kerlenn Pondi
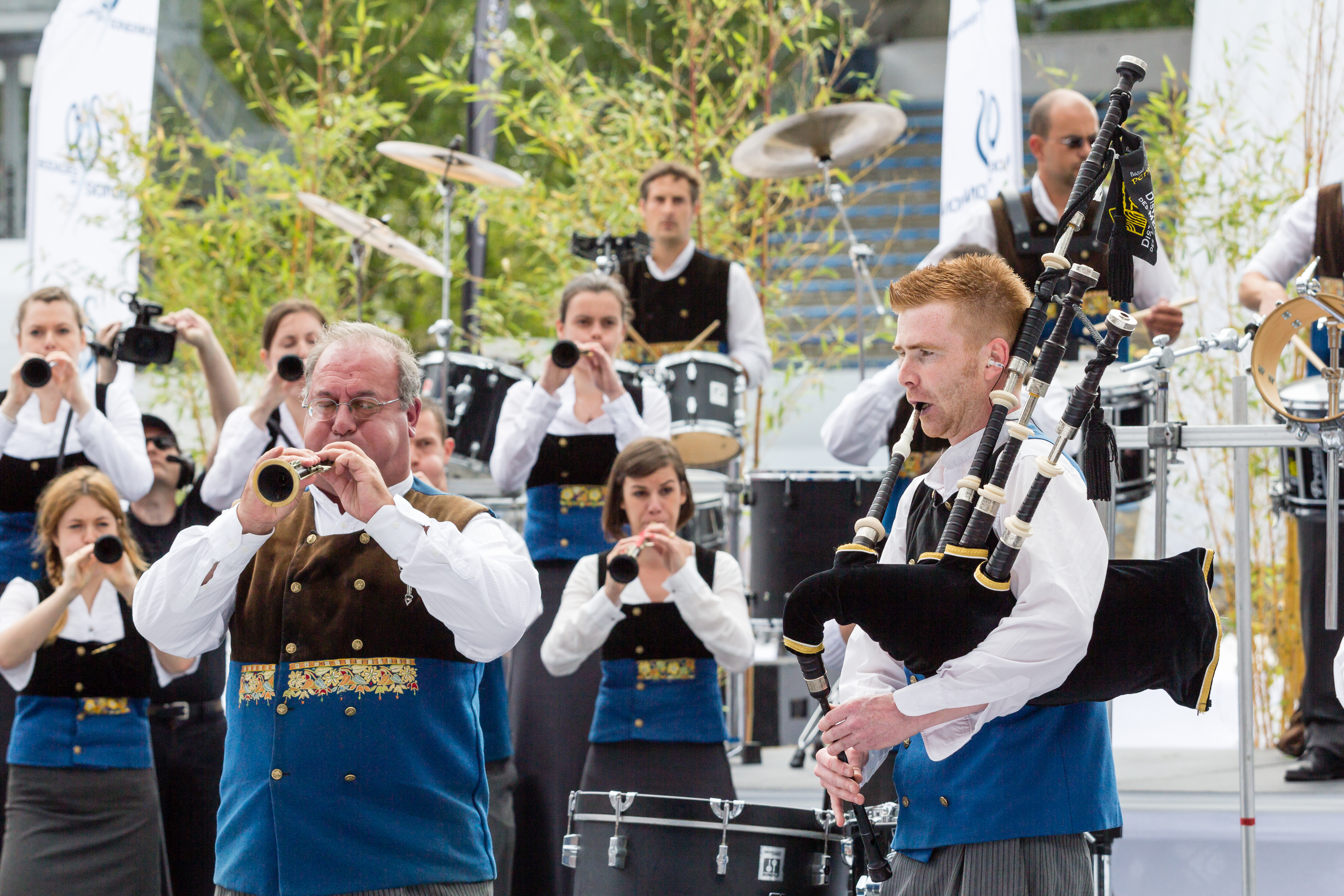
Un couple de sonneurs du bagad Penhars
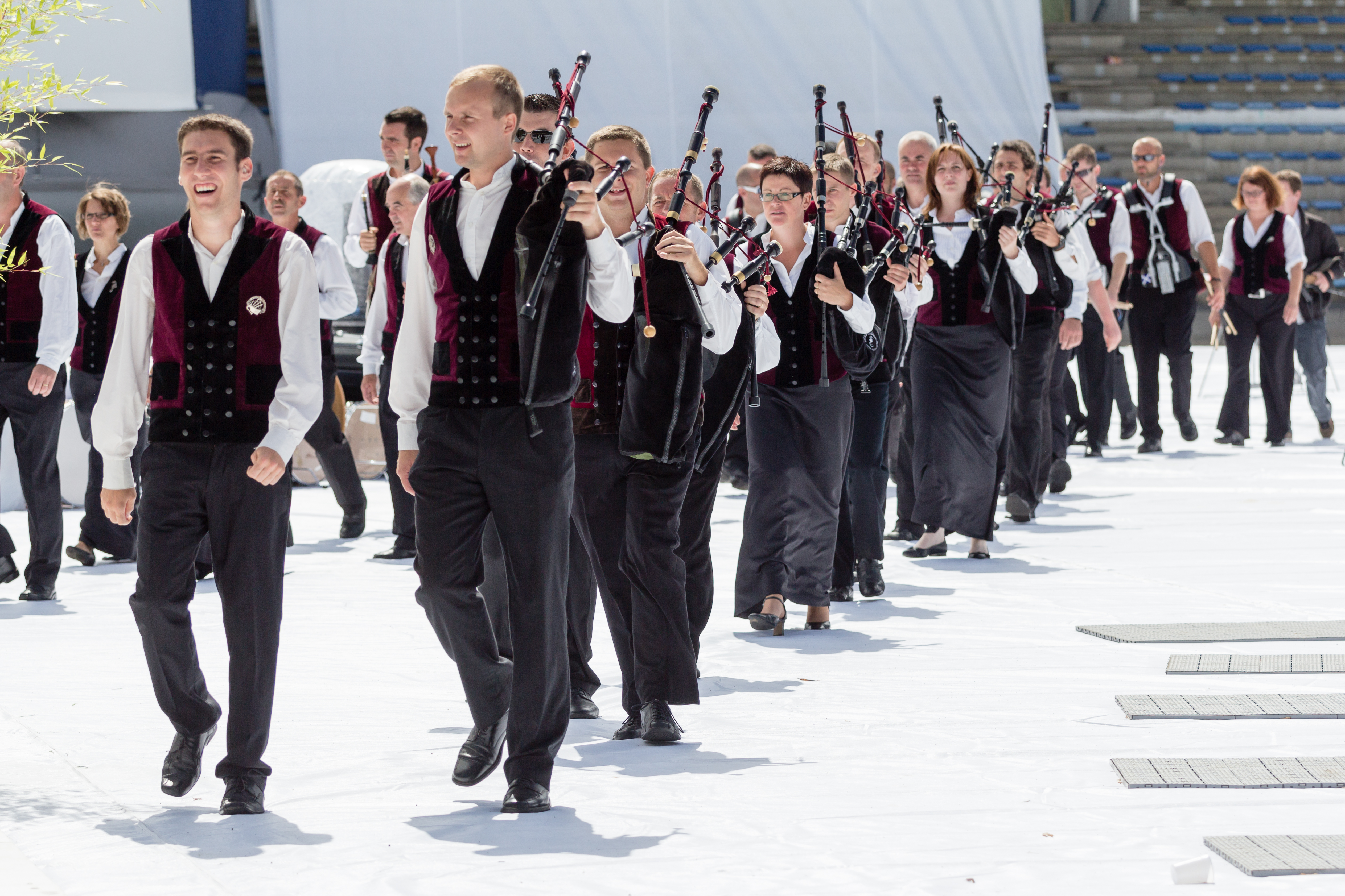
L'entrée en scène du bagad Roñsed-Mor
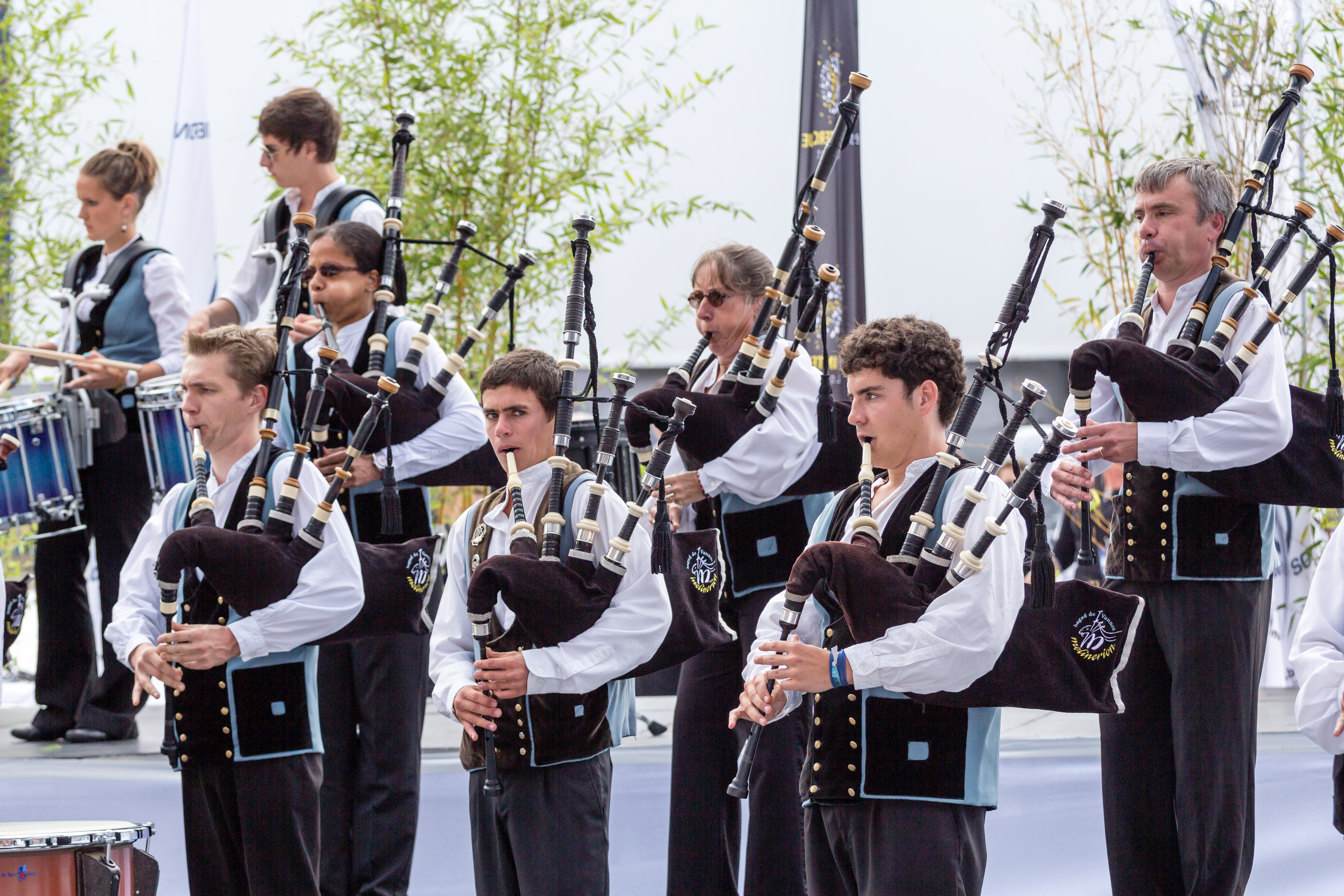
Le pupitre de binious du bagad Melinerion
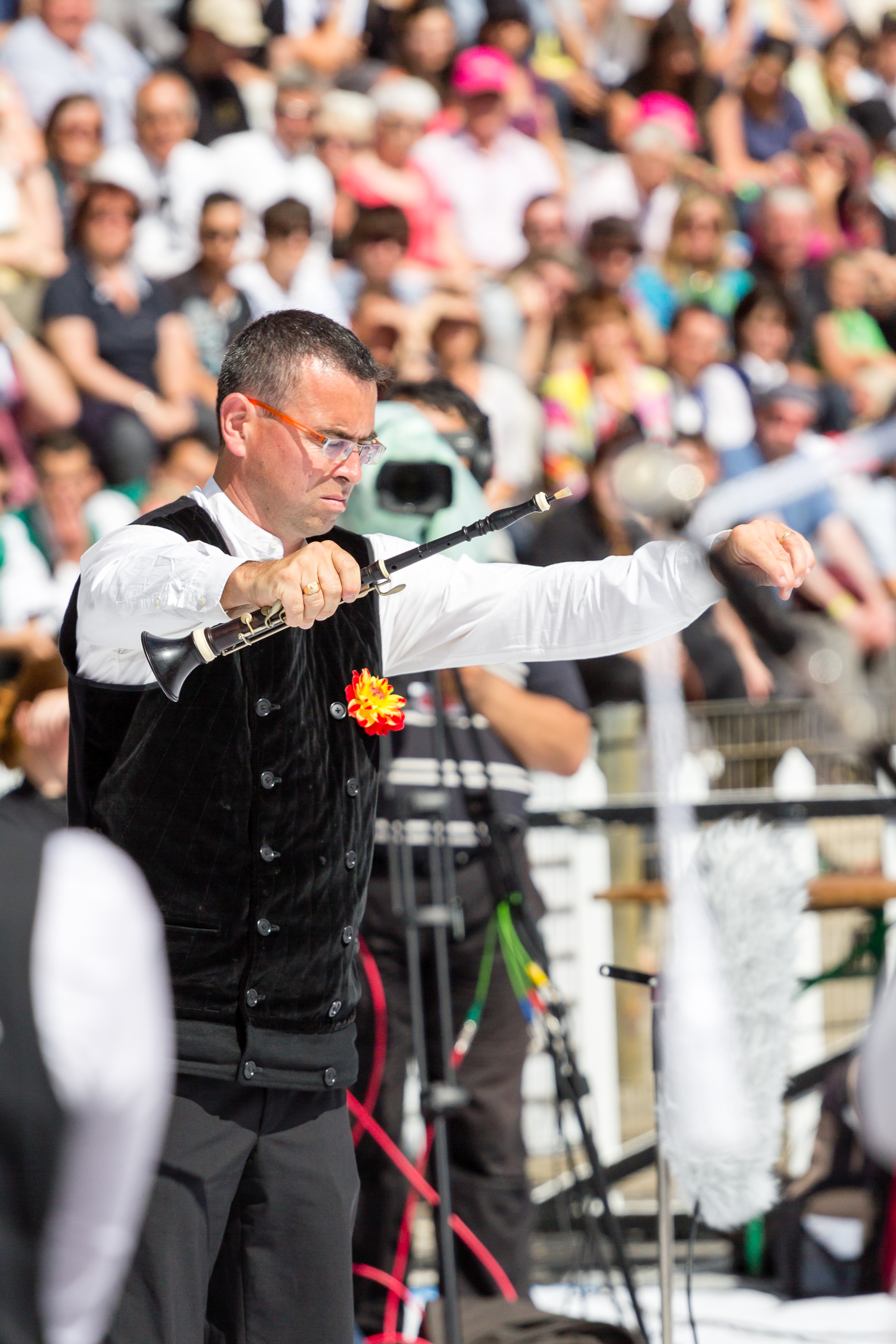
Tangi Sicard, penn sonneur du bagad Cap Caval
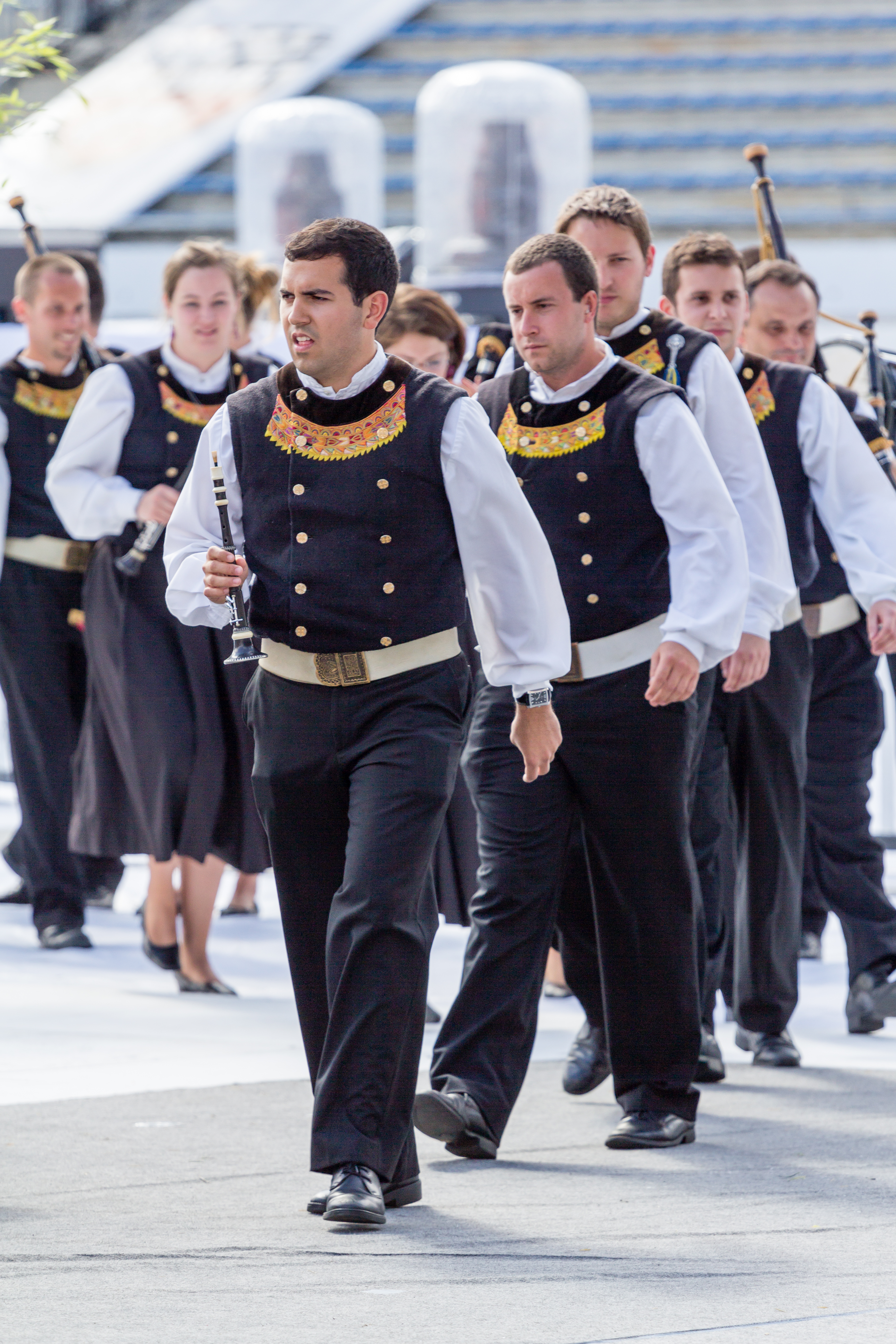
L'entrée en scène du bagad ar Meilhoù Glaz
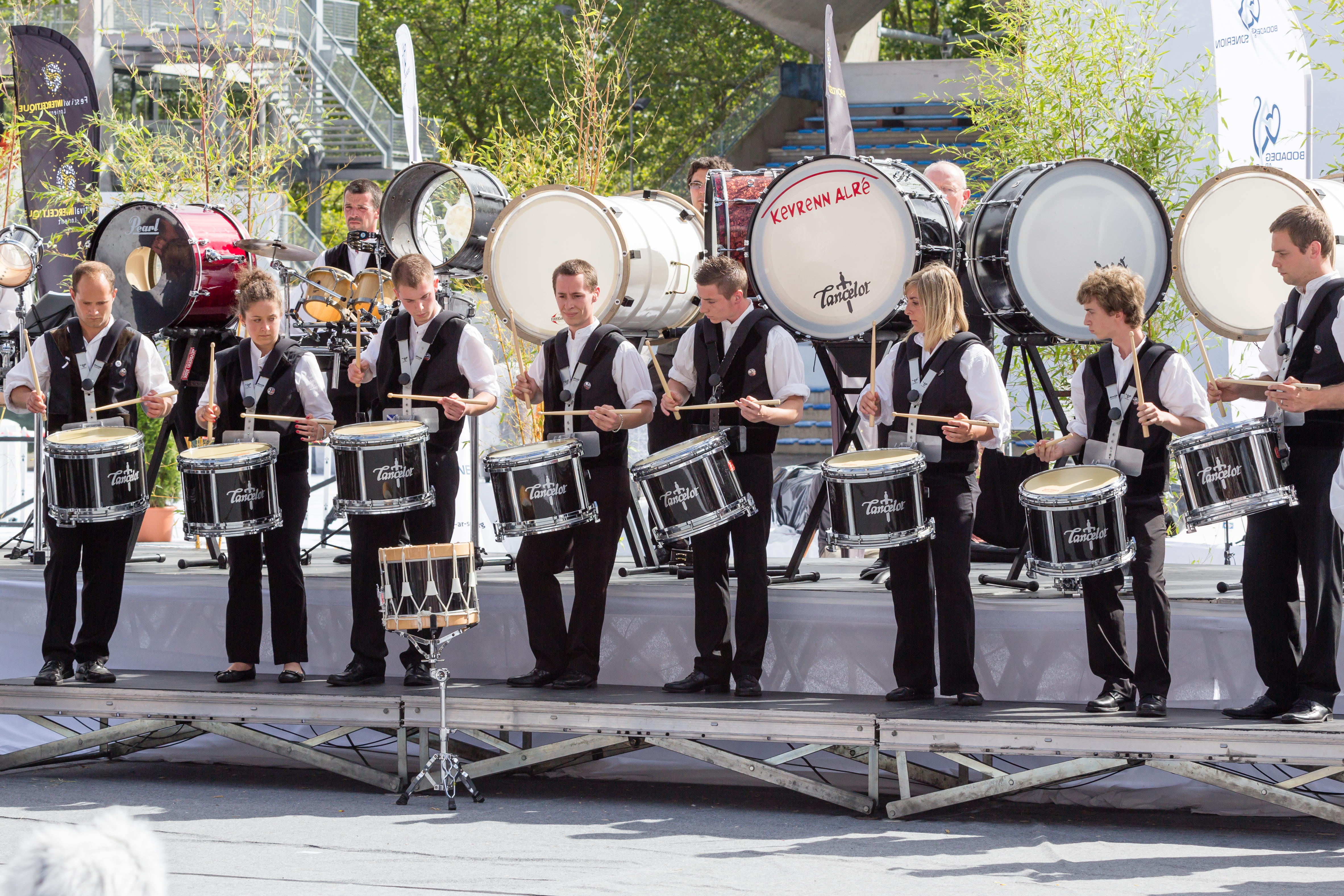
Le pupitre de percussions de la Kevrenn Alré
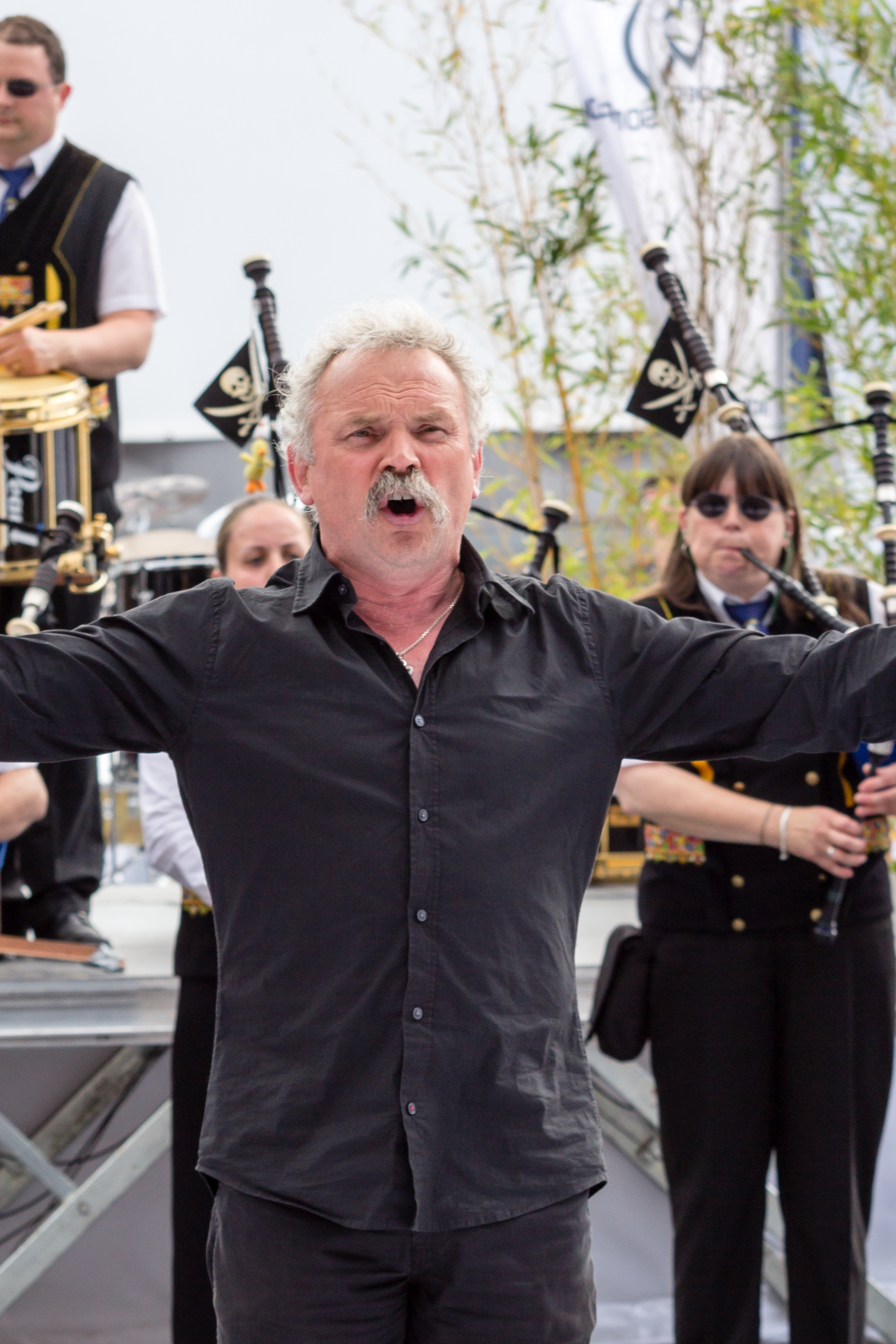
Jean-Pierre Quéré achevant sa complainte avec le bagad Brieg
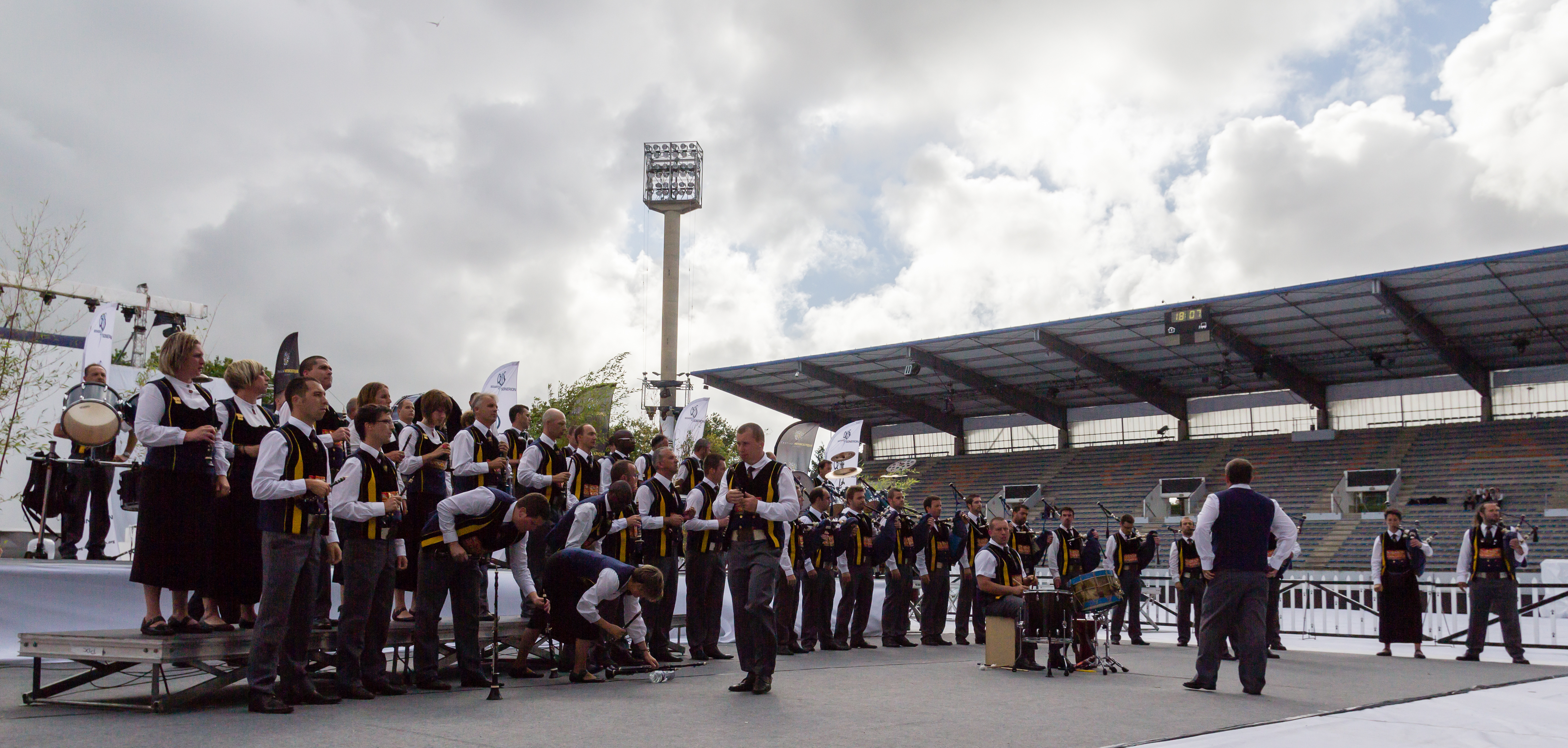
Le bagad Kemper
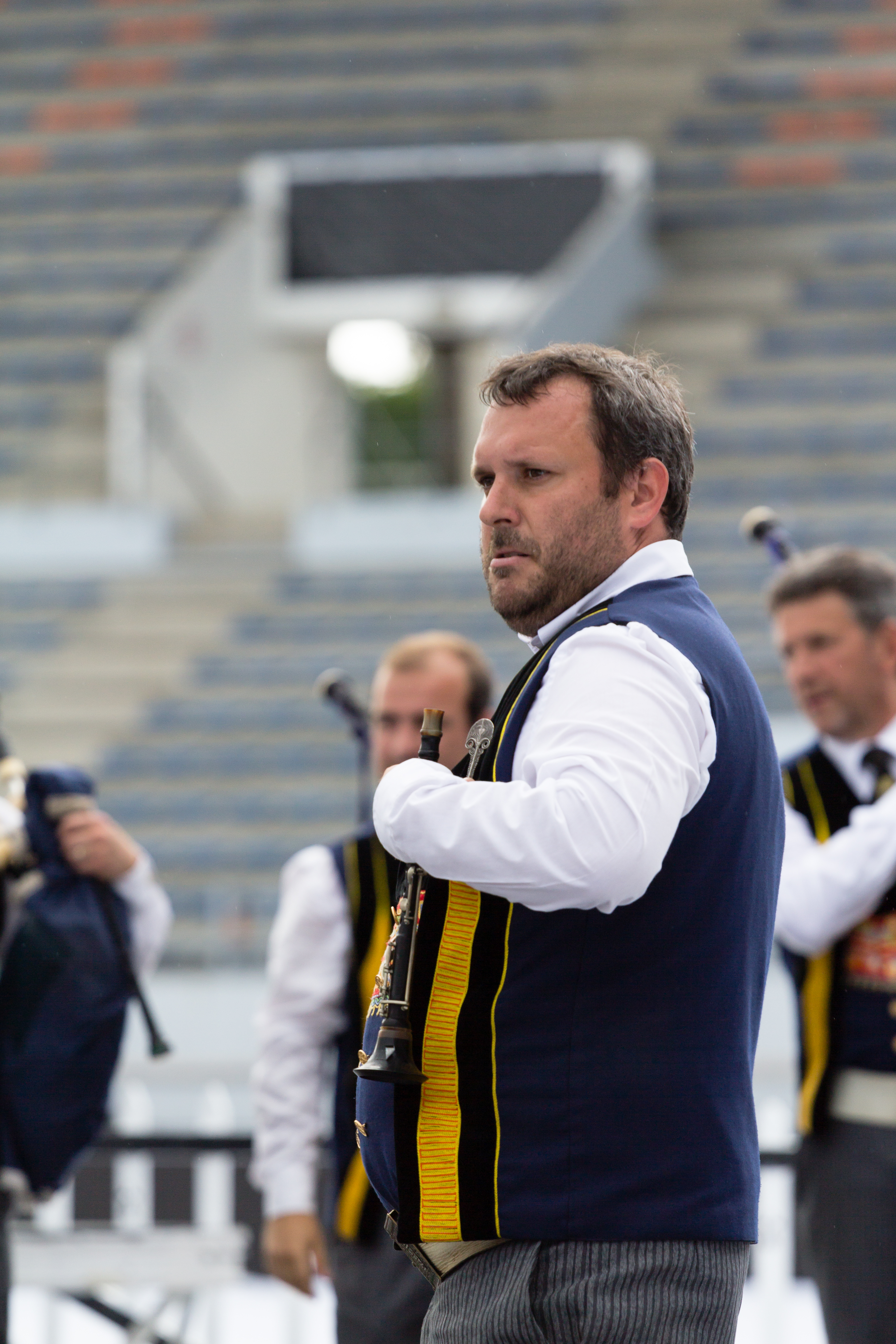
Steven Bodénès, penn sonneur du bagad Kemper

## Deuxième catégorie

### Préparation

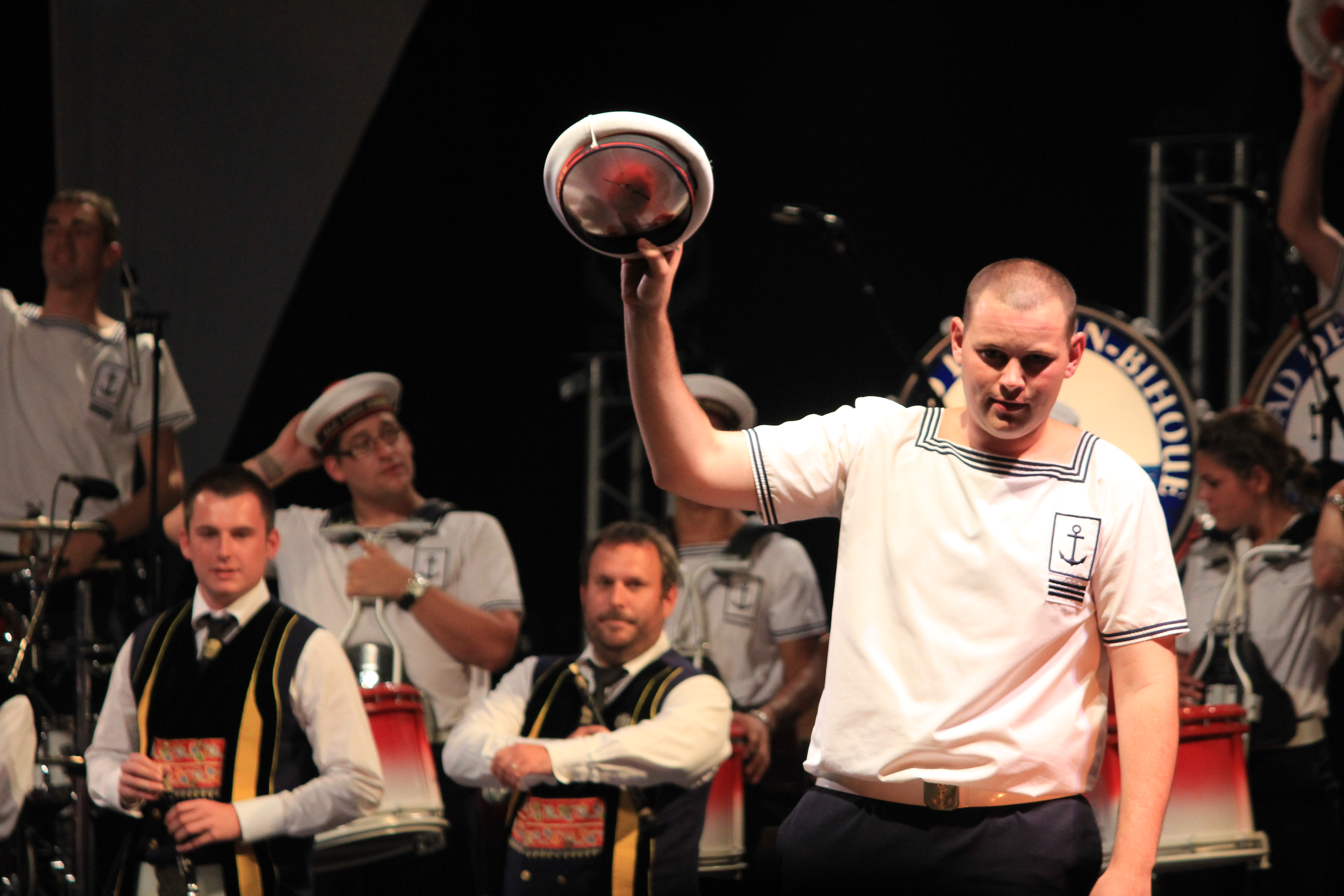
Yann Péron, penn sonneur des bagadoù de Lann-Bihoué et de Karaez, ce dernier montant cette année-là en 2e catégorie.

Le championnat de deuxième catégorie se déroule le 19 février 2012 à Vannes et le 4 août 2012 à Lorient. Le bagad Konk Kerne, initialement sélectionné pour cette catégorie, choisit finalement en raison de problèmes d’effectifs d'intégrer son bagadig est d'être rétrogradé en 4e catégorie. Le bagad Karaez, qui a remporté le championnat de troisième catégorie l'année précédente, ainsi que le bagad Bro Felger, qui s'est classé quatrième de ce même championnat, intègrent cette année la deuxième catégorie. Le bagadig Cap-Caval ainsi que le Bagad Glazik, qui se sont classés respectivement deuxième et troisième de la troisième catégorie, n'ont pas été autorisés à monter en deuxième catégorie en raison de la règle stipulant qu'une catégorie doit séparer un bagad de son bagad-école.

### Épreuve de février à Vannes
La première épreuve est comme les années précédentes une épreuve avec un terroir fixé. Le terroir retenu cette année-là est celui du sud-Finistère (Pays Bigouden, Aven, Rouzic et Pays Glazik), connu pour être riche et technique. Le concours se tient au Palais des Arts et des Congrès de Vannes le 19 février 2012 devant quelque 700 spectateurs. Il est organisé par la BAS avec l'appui logistique du bagad de Vannes, et le jury se compose de 12 membres dirigé par Philippe Grellier, le secrétaire général de la BAS. La moyenne d'âge des groupes présents est d'environ 20 ans.
À l'issue de cette première épreuve, le Bagad de Plougastell, qui a déjà gagné le titre en 2009 et en 2010, vire en tête en devançant nettement ses concurrents, le reste du podium étant aussi constitué de bagadoù venant du Finistère avec le Bagad Glaziked Pouldregad et le Bagad Karaez. Le Bagad de Plougastell remporte par ailleurs le « Prix Terroir ». À la quatrième place, et candidat déclaré à la montée avant cette épreuve, le Bagad de Cesson-Sévigné est pénalisé par les juges terroirs pour ses emprunts à la salsa.
Derrière le vainqueur du jour, cinq formations se tiennent en un point, ce qui rend la seconde manche de Lorient ouverte pour acquérir la deuxième place du championnat, synonyme de montée en 1re catégorie. Plus largement, le milieu de tableau est assez homogène puisqu'un peu plus de deux points seulement séparent le 2e du 12e. En bas de tableau et distancés de plus d'un point et demi, deux groupes d'Ille-et-Vilaine, le Bagad Kadoudal de Vern-sur-Seiche et le Bagad An Hanternoz de Dol-de-Bretagne voient leurs chances de maintien limitées.
La préparation à la seconde manche s'amorce dans des conditions différentes selon les groupes. Certains mènent en parallèle à celle-ci des projets artistiques comme le Bagad Karaez qui prépare un album avec DJ Zebra, ou le Bagad de Cesson-Sévigné qui participe au film Les Seigneurs d'Olivier Dahan. D'autres doivent faire face à des engagements à l'étranger, comme le Bagad Plougastell qui participe au défilé de la Saint-Patrick à New York,.

### Épreuve d'août à Lorient
La seconde manche se déroule le 4 août à Lorient lors du festival interceltique. Tous les bagadoù ayant pris part à la première manche y participent. Lors de cette manche estivale, les groupes sont libres de choisir leur répertoire, qu'ils doivent jouer dans le temps imparti de 10 minutes, avec un écart de plus ou moins 1 minute.
En haut de tableau, le Bagad Plougastell finit deuxième et parvient à maintenir sa première place au général grâce au score obtenu en février à Vannes, et remonte en première catégorie un an après l'avoir quittée. 8e au concours de printemps et monté pour la première fois en deuxième catégorie deux ans plus tôt, le Bagad Elven termine premier du concours d'été et parvient à se qualifier pour la première catégorie, selon le groupe grâce au travail musical effectué par Roland Becker arrivé récemment dans le bagad. Le reste du podium est complété par le Bagad de Cesson-Sévigné. Au pied de celui-ci, le Bagad Karaez, monté en deuxième catégorie l'année précédente, se fait remarquer par sa progression rapide et annonce vouloir atteindre la première catégorie d'ici un ou deux ans.
Dans le milieu du tableau, les bagadoù distancés par le groupe de prétendants à la montée visent pour l'essentiel un maintien en deuxième catégorie, comme le Bagad Bro Felger ou le Bagad Keriz.
En bas de tableau, le Bagad Kadoudal termine à la dernière place de cette épreuve et se classe 13e sur l'année mais se maintient en deuxième catégorie ; le Bagad An Hanternoz, qui finit 14e au concours d'été (13e au concours de printemps), termine dernier du concours et descend en 3e catégorie.

Seconde manche
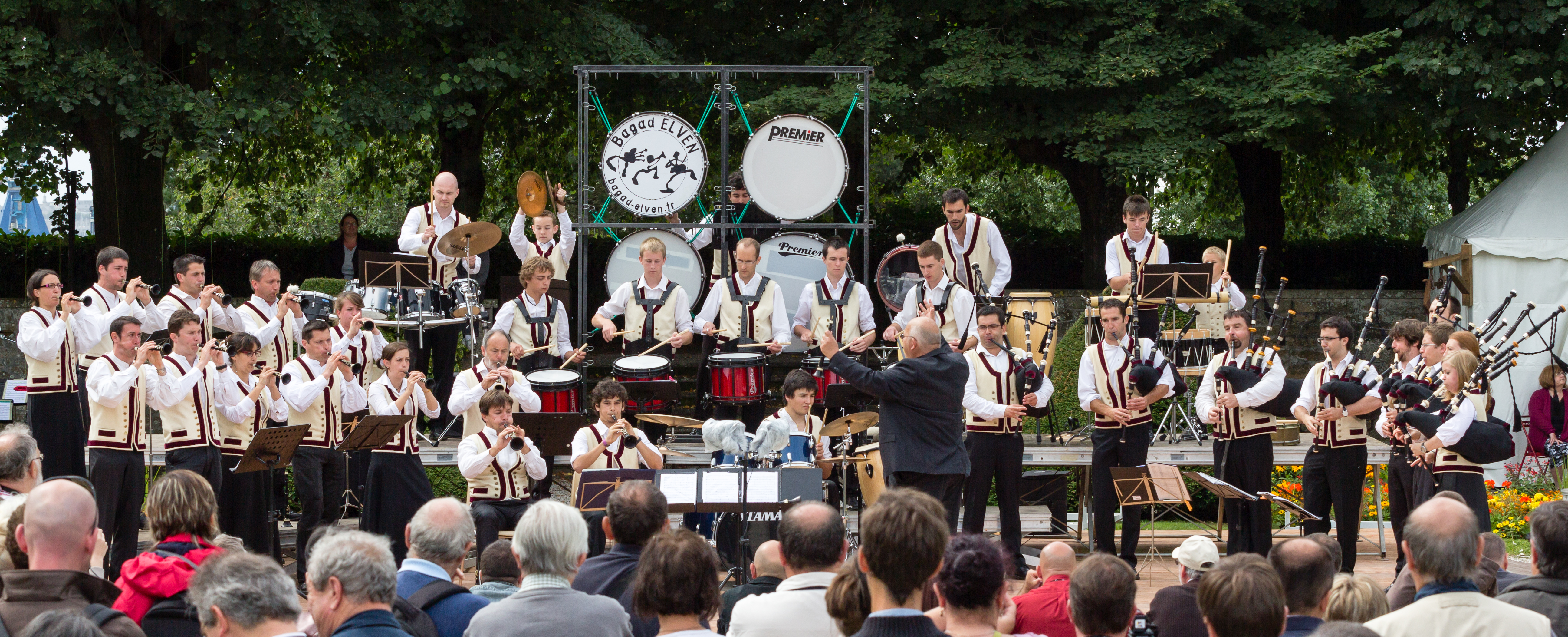
Le bagad Elven
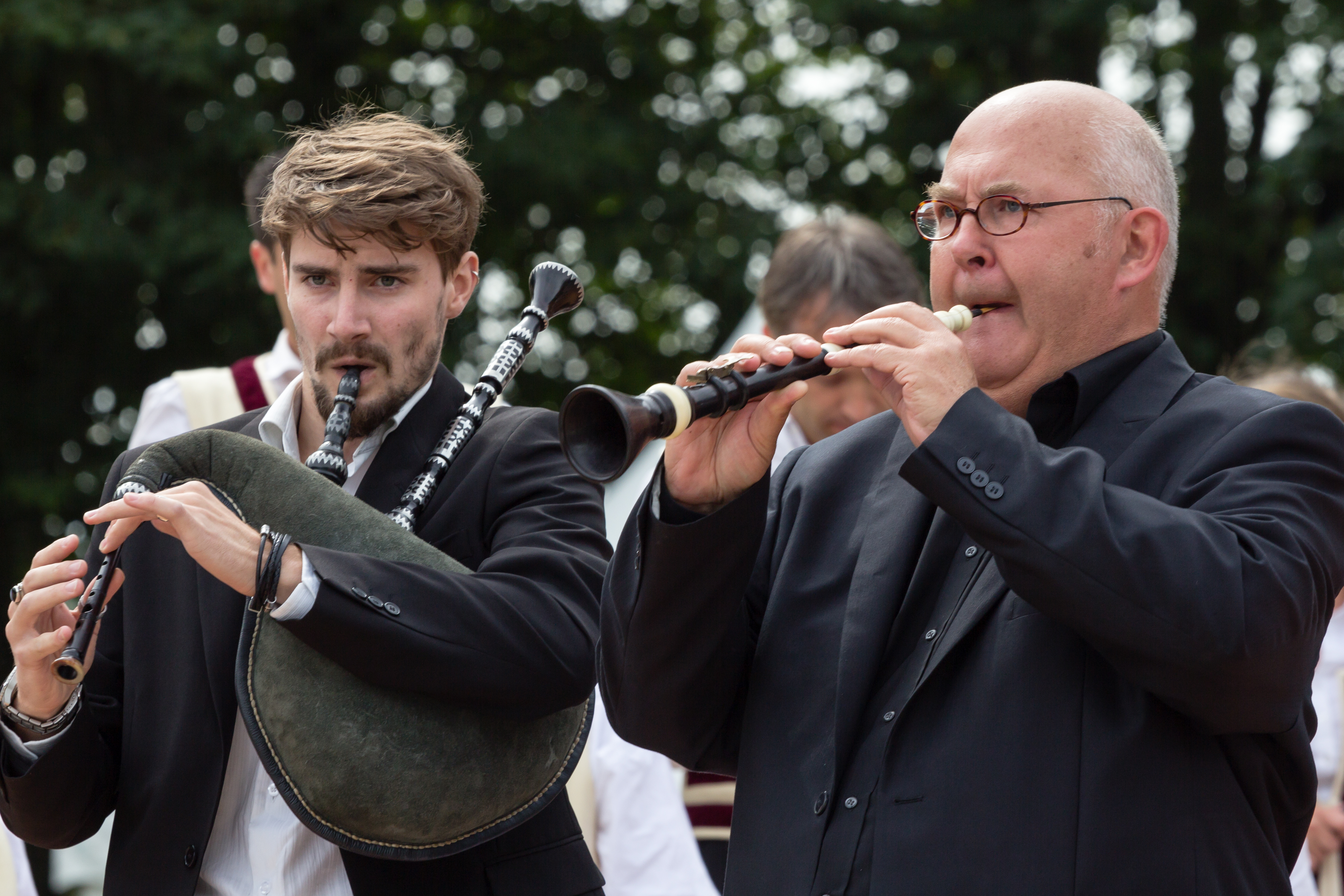
Roland Becker (à droite), penn sonneur du bagad Elven
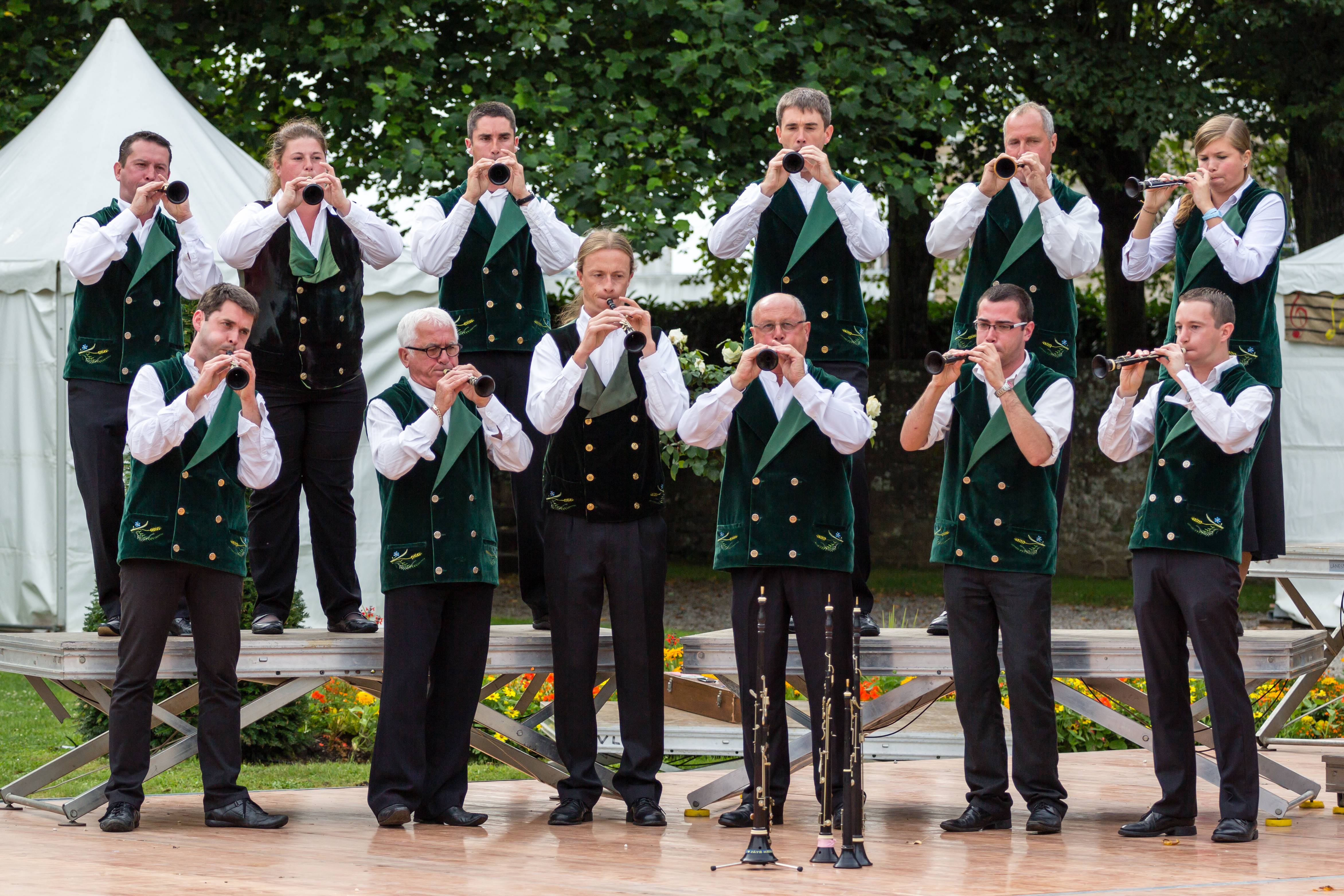
Pupitre de bombardes du bagad Kadoudal
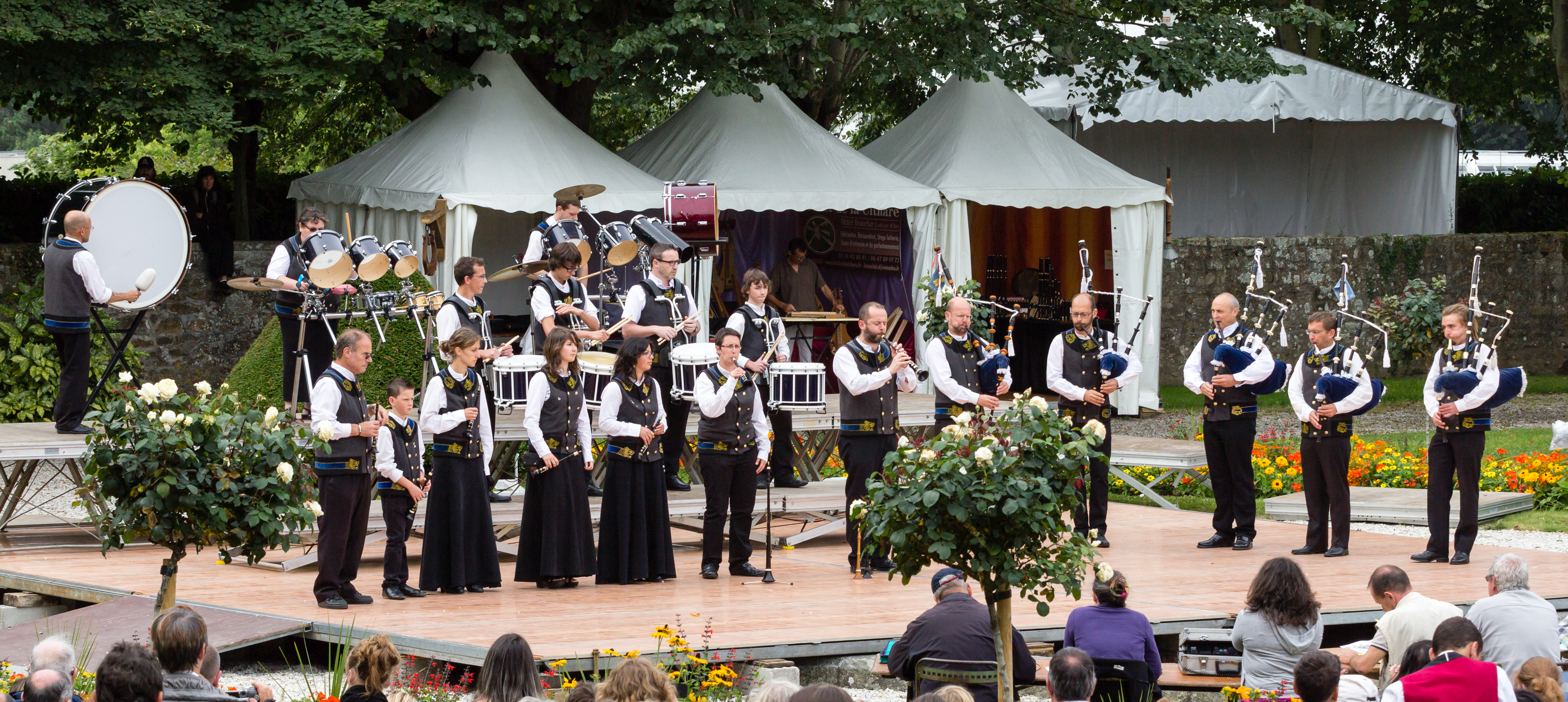
Le bagad An Hanternoz

## Troisième catégorie

### Préparation
Le championnat de troisième catégorie se déroule le 11 mars 2012 à Saint-Brieuc et le 28 juillet 2012 à Quimper. Le Bagad Eostiged Ar Mene (Plomodiern) ne participe pas à cette édition pour cause d'année sabbatique. La Kevrenn Brest Sant Mark, la Kevrenn Blouarzel et le bagad Naoned sont montés de quatrième catégorie à l'issue de l'édition 2011. Le bagadig Mouez Ar Mor Plougastell n'a pas pu accéder à la troisième catégorie malgré sa première place, en raison de la descente de la formation mère en deuxième catégorie.
Parmi les groupes candidats à la montée en deuxième catégorie figurent le Bagad Nozeganed bro Porh Loeiz, déchu lors de la saison précédente et qui doit gérer l'arrivée d'un nouveau penn sonneur et à l'indisponibilité de certains de ses cadres, mais aussi la Kevrenn Brest Sant Mark qui a annoncé vouloir retrouver le plus haut niveau après son retour aux concours,.
Cinq groupes reprennent la compétition pour cette édition après une année sabbatique. Certains comme la Kevrenn Kastell en ont profité pour former de nouveaux musiciens pour les intégrer au groupe. Ce bagad en profite par ailleurs pour inaugurer un nouveau costume, inspiré de celui des Johnnies de la région.

### Épreuve de mars à Saint-Brieuc
La première épreuve de la 3e catégorie est comme pour celles des niveaux supérieurs avec un terroir fixé. Pour cette édition, les différentes formations doivent présenter des créations de dix minutes inspirées du Pays nantais.
Le haut du classement est dominé par les bagadig des deux groupes qui dominent aussi cette année-là la première catégorie. Le groupe école de l'ensemble de Plomeur, le Bagadig Cap Caval, s'impose devant celui de Quimper, le Bagad Glazik Kemper, et remporte la première manche de troisième catégorie, la Kevrenn Blouarzel de Ploërmel obtient le « Prix Terroir » et monte sur la troisième marche du podium.
Derrière les deux leaders du jour, le bagad Blouarzel de Ploërmel et le Bagad Sonerien Bro Montroulez de Morlaix font figure de favoris pour accéder à la catégorie supérieure, ayant plus de 3/4 de point d'avance sur leurs poursuivants. En bas de classement, le Bagad Kombrid finit bon dernier, relégué à plus d'un point du groupe le plus proche. Le Bagad Spered An Avel 	avec son 12,70 et le Bagad Bleidi Kamorh avec son 12,72 sont eux aussi distancés, et vont devoir se départager en juillet pour la place de second relégué.

### Épreuve de juillet à Quimper
La seconde manche se déroule le 28 juillet à Quimper lors du festival de Cornouaille. Le Bagad Nozeganed Bro Porh Loeiz, qui a pourtant participé à l'épreuve de printemps, ne participe pas à cette manche, ne pouvant préparer l'épreuve en raison de problèmes de locaux pour les répétitions, et devant finalement déménager dans la ville voisine de Kervignac.

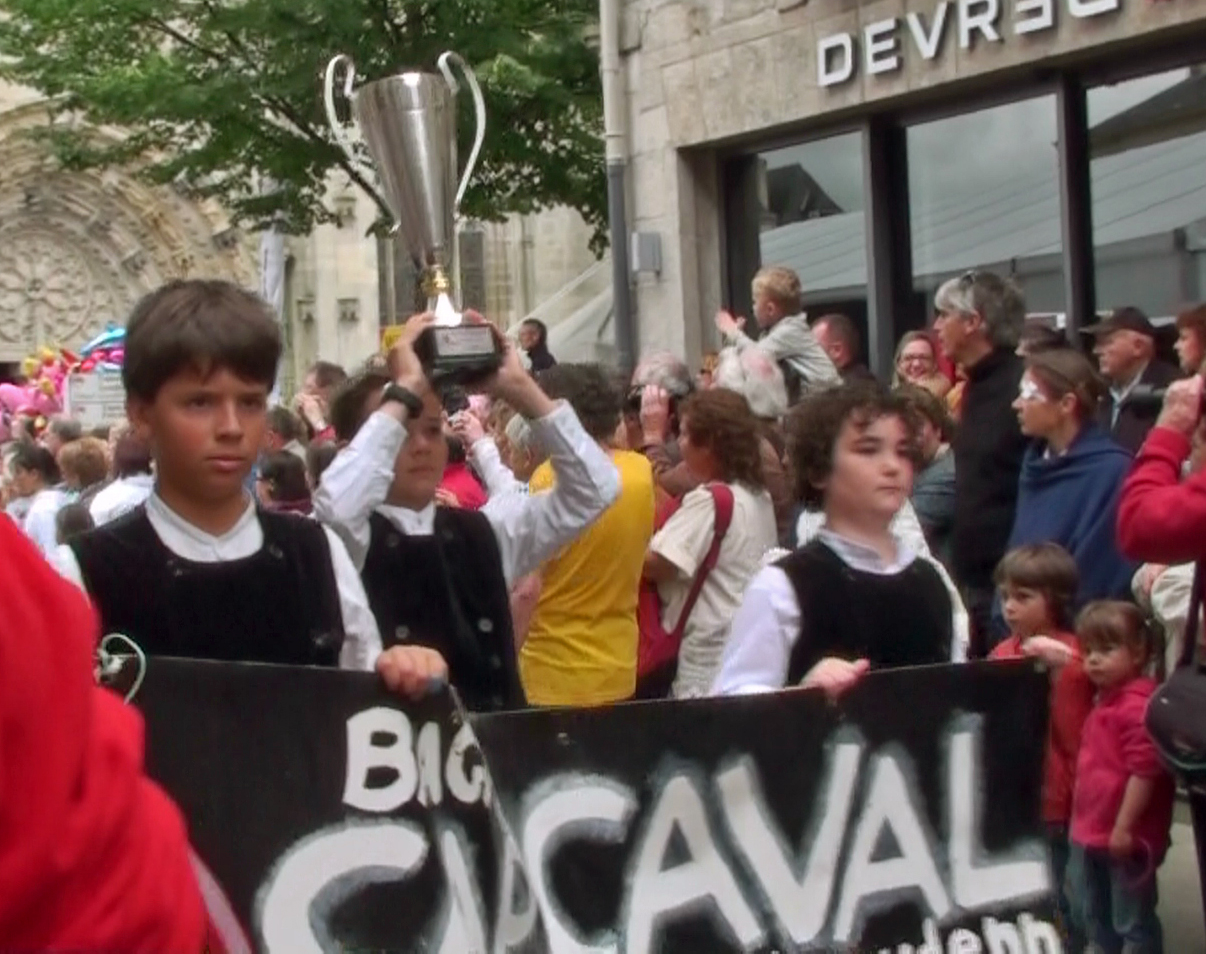
Le bagadig Cap Caval remporte les épreuves de 3e catégorie.

Le bagadig Cap Caval remporte la seconde manche et le classement général de la catégorie. Il est suivi dans ces deux classements par le bagad Glazik Kemper. Comme le stipule l'article 5 § 1 du règlement, aucun de ces deux groupes ne peut accéder à la 2e catégorie, leurs formations mères étant classées en 1re catégorie. Le Bagad Boulvriag écope lui d'une pénalité de 0,5 point en raison d'une suite trop longue.
Ce sont donc le bagad Blouarzel (Ploërmel) et le bagad Sonerien Bro Montroulez (Morlaix), classés respectivement 3e et 4e au général, qui accèdent à la catégorie supérieure. Ce dernier bagad ne devait pas à l'origine participer à la seconde manche en raison d'une participation à un festival, mais à la suite de l'annulation de celui-ci, le bagad a pris part à cette manche. Il coiffe sur le poteau, à 0,07 point près, le Bagad Ergue-Armel qui reste lui en troisième catégorie. En bas de classement, le Bagad Bleidi Kamorh est l'auteur d'une importante remontée, ce qui condamne la Kevrenn Kastell à la quatrième catégorie avec le Bagad Kombrid.

## Quatrième catégorie

### Préparation
Le championnat de quatrième catégorie se déroule dans un premier temps le 18 mars 2012 à Pontivy. Ensuite, les sept premiers de cette première épreuve doivent se retrouver pour la finale de la poule A, qui doit se tenir le 14 juillet à Pont-l'Abbé, dans le cadre de la fête des Brodeuses, et les sept bagadoù suivants doivent se retrouver pour la finale de la poule B le 4 août, dans le cadre du Festival interceltique de Lorient,.
Exceptionnellement, aucun bagad n'est descendu depuis la troisième catégorie l'année précédente ; seul le Bagad Konk Kerne descend en raison de l'intégration de son bagadig dans le groupe principal,. Le Bagadig Mouez Ar Mouez, le Bagad Ker Vourdel, le Bagad Avel Douar, le Bagad Pagan, le Bagad Sonerien Plañvour et le Bagad Pempoull sont en année sabbatique.

### Épreuve de mars à Pontivy
Chaque groupe doit produire une suite de sept minutes incluant la marche Ton Bale a Vro Vigouden, ainsi qu'une suite d’airs d’un territoire déterminé, comme celui de l'Aven-Rouzig par exemple. Le concours a lieu sur la scène du palais des congrès de Pontivy le 18 mars 2012.
Le bagad Konk Kerne remporte la première manche du championnat, devant la Kevrenn an Arvorig, qui décroche, elle, le « Prix Terroir » récompensant la meilleure interprétation des airs traditionnels.

### Épreuves estivales à Pont-l'Abbé et Lorient
Les sept premiers de la première épreuve se retrouvent pour la finale de la poule A qui se tient le 14 juillet à Pont-l'Abbé, dans le cadre de la fête des Brodeuses. Contrairement au fonctionnement des trois premières catégories, les notes acquises par les groupes ne sont pas conservées pour la seconde épreuve.
Au terme de cette épreuve, le Bagad Konk Kerne, qui est un ancien groupe de 2e catégorie, surclasse les autres ensembles avec la plus haute note possible, soit 18. Le Bagad Sant Brieg termine deuxième en décrochant la note de 16,66 ; ces deux ensembles accèdent donc à la troisième catégorie pour l'édition 2013 du championnat. Ils sont suivis par la Kevrenn an Arvorig, le Bagad Hiziv Bro an Henbond d'Hennebont, la Kevrenn Bro Logunec'h de Locminé, le Bagad Ar Balan Aour de Bannalec, et le Bagad An Erge Vras d'Ergué-Gabéric,.
Tandis que les sept premiers de la première épreuve se retrouvent à Pont-l'Abbé en juillet, les sept derniers de la première épreuve se retrouvent au Festival interceltique de Lorient en août, pour la finale de la poule B. Initialement annoncé dernier cette poule à la suite d'une erreur, Le Faouët en est le champion et reçoit son trophée en décembre suivant.

## Cinquième catégorie
Le championnat de cinquième catégorie se déroule le 14 juillet 2012 à Carhaix dans le cadre du festival Bagadañs. Comme lors de l'édition précédente, le concours se déroule au stade Charles-Pinson. Au total, trente bagads et bagadigs, pour un total se situant autour de 800 musiciens, participent à cette unique date du championnat pour la cinquième catégorie, les qualifications ayant lieu le matin et la finale l'après-midi même.
Les groupes sont répartis dans trois poules qualificatives, et disposent d'un temps de passage fixé entre cinq et sept minutes. Au terme de ces épreuves qualificatives disputées le matin, neuf bagads sont retenus pour la finale disputée dans l'après-midi. Le bagadig Penhars remporte le trophée avec 17,4 points, devant le bagadig Melinierion de Vannes, le bagadig Pondi de Pontivy, et la Kevrenn An Daou Loupard de Vire-Saint-Lô. Ces quatre groupes sont qualifiés pour accéder à la quatrième catégorie lors de l'édition 2013 du championnat. Ils sont suivis par les bagadig de Sonerien Bro Dreger de Perros-Guirec, de la Kevrenn Alré d'Auray, du Bagad Bro Foën de Fouesnant, du Bagad Roñsed-Mor de Locoal-Mendon, et du groupe principal du Bagad de Rhuys de Sarzeau.

## Synthèse des résultats

### Résultats de première catégorie
| \| Quimper Cap Caval Alre Roñsed-Mor Pondi Quic-en-Groigne Brieg Kemperle Melinerion Bro Dreger Beuzeg An Oriant \| Localisation des bagadoù de première catégorie : · Quimper compte 3 bagadoù en première catégorie : Kemper, Penhars, et Meilhoù Glaz |
| Quimper Cap Caval Alre Roñsed-Mor Pondi Quic-en-Groigne Brieg Kemperle Melinerion Bro Dreger Beuzeg An Oriant |

| Quimper Cap Caval Alre Roñsed-Mor Pondi Quic-en-Groigne Brieg Kemperle Melinerion Bro Dreger Beuzeg An Oriant |

Légende

### Résultats de deuxième catégorie
| \| Pañvrid Plougastell Elven Cesson-Sévigné Landi Glaziked Pouldregad Kadoudal Landerne Gwengamp Bubri An Hanternoz Karaez Felger \| Localisation des bagadoù de seconde catégorie : · Le Bagad Keriz est domicilié dans la commune de Clichy |
| Pañvrid Plougastell Elven Cesson-Sévigné Landi Glaziked Pouldregad Kadoudal Landerne Gwengamp Bubri An Hanternoz Karaez Felger |

| Pañvrid Plougastell Elven Cesson-Sévigné Landi Glaziked Pouldregad Kadoudal Landerne Gwengamp Bubri An Hanternoz Karaez Felger |

### Résultats de troisième catégorie
| \| Porh Loeiz An Aberioù Cap Caval Quimper Bleidi Kamorh Kombrid Montroulez Kastell Spered An Avel Boulvriag Brest Sant Mark Blouarzel Naoned \| Localisation des bagadoù de troisième catégorie : · Quimper compte 2 bagadoù en troisième catégorie : · Bagad Glazik Kemper et Bagad Ergue-Armel |
| Porh Loeiz An Aberioù Cap Caval Quimper Bleidi Kamorh Kombrid Montroulez Kastell Spered An Avel Boulvriag Brest Sant Mark Blouarzel Naoned |

| Porh Loeiz An Aberioù Cap Caval Quimper Bleidi Kamorh Kombrid Montroulez Kastell Spered An Avel Boulvriag Brest Sant Mark Blouarzel Naoned |

### Résultats de quatrième catégorie
|      |      | Groupe                         | Classement 2011 | Concours de printemps | Concours de printemps | Concours d'été | Concours d'été |
| ---- | ---- | ------------------------------ | --------------- | --------------------- | --------------------- | -------------- | -------------- |
| Note | Rang | Groupe                         | Classement 2011 | Note                  | Rang                  |                |                |
| 4eA  | 1    | Bagad Konk Kerne               | 4e              | 17,81                 | 1                     | 18,00          | 1              |
| 4eA  | 2    | Bagad Sant Brieg               | 1erA            | 14,50                 | 5                     | 16,66          | 2              |
| 4eA  | 3    | Kevrenn an Arvorig             | 7eA             | 15,63                 | 2                     | 16,11          | 3              |
| 4eA  | 4    | Bagad Hiziv Bro An Henbont     | 8eA             | 14,75                 | 3                     | 16,09          | 4              |
| 4eA  | 5    | Kevrenn Bro Logunec'h          | 3eB             | 14,31                 | 6                     | 15,74          | 5              |
| 4eA  | 6    | Bagad Ar Balan Aour            | 4eB             | 14,66                 | 4                     | 15,29          | 6              |
| 4eA  | 7    | Bagad An Erge Vras             | 6eB             | 13,94                 | 7                     | 14,65          | 7              |
| 4eB  | 1    | Bagad Marionick ar Faoued      | 1erB            | 13,88                 | 8                     | 17,29          | 1              |
| 4eB  | 2    | Bagad Nominoë du Pays de Redon | 5eB             | 13,75                 | 10                    | 16,01          | 2              |
| 4eB  | 3    | Bagadig Sonerien An Oriant     | 9eA             | 13,84                 | 9                     | 15,87          | 3              |
| 4eB  | 4    | Bagad An Eor Du                | 8eB             | 12,47                 | 13                    | 14,96          | 4              |
| 4eB  | NC   | Bagad Avel Mor Roanne          | AS              | 13,50                 | 11                    | -              | NC             |
| 4eB  | NC   | Bagad Festerion Ar Brug        | 8eA             | 13,44                 | 12                    | -              | NC             |
| 4eB  | NC   | Bagad Dalc'h mat               | 1er             | 11,84                 | 14                    | -              | NC             |